# Conrad Gesner

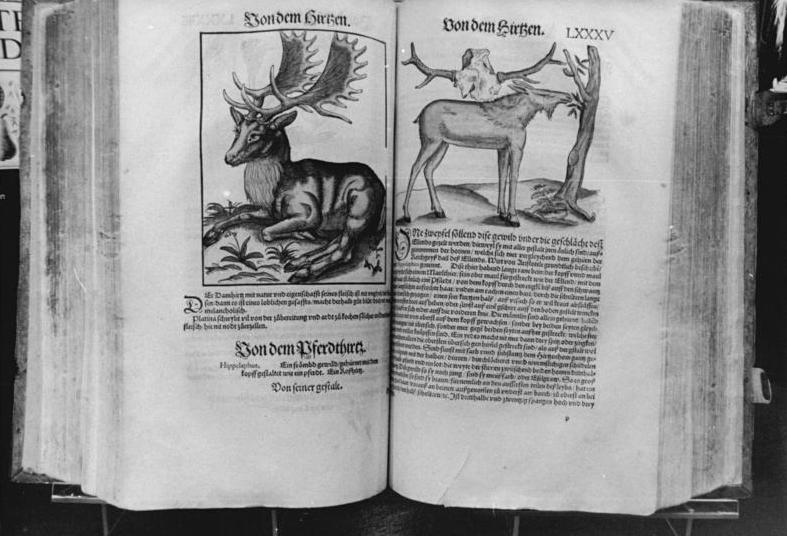
Duitse versie van Gesners Historiae animalium

Conrad Gesner (gelatiniseerd als Conradus Gesnerus, voornaam ook wel gespeld als Konrad, achternaam ook wel als Gessner, Geßner of von Gesner) (Zürich, 26 maart 1516 – aldaar, 13 december 1565) was een Zwitsers natuuronderzoeker, filoloog en arts. Vanwege zijn werk Historiae animalium wordt hij gezien als een van de grondleggers van de zoölogie. Daarnaast was hij een invloedrijk botanicus.

## Biografie
Gesner was de zoon van een Zürcher bontwerker. Hij groeide op en ging naar school in Zürich. Zijn vader sneuvelde in de Tweede Kappeleroorlog in 1531, waardoor de jonge Gesner in financiële nood kwam te zitten. Dankzij steun van zijn leraar Oswald Myconius en later van Heinrich Bullinger kon hij verder studeren aan de universiteiten van Straatsburg en Bourges (1532-1533).
Religieuze onrust dwong Gesner in 1535 terug te keren naar Zwitserland. Datzelfde jaar trouwde Gesner met Barbara Singerin, wat voor meer financiële problemen zorgde omdat zij geen eigen middelen had en bovendien nogal ziekelijk was. Het huwelijk bleef kinderloos. Zijn rijke vrienden hielpen hem zijn studie af te ronden aan de universiteit van Bazel in 1536. In 1537 werd hij aangesteld als docent Grieks aan de nieuw opgerichte academie van Lausanne (deze stad was in 1536 door het kanton Bern veroverd). In zijn vrije tijd begon hij planten te bestuderen en classificeren.
In 1540 bracht hij een bezoek aan de universiteit van Montpellier en in 1541 promoveerde hij in de medicijnen aan de universiteit van Bazel. Vanaf 1541 was hij ook docent in de natuurkunde in Lausanne. Later vestigde hij zich in zijn geboortestad Zürich, waar hij aan het Carolinum (de voorloper van de universiteit Zürich) aangesteld werd. In Zürich stichtte hij een botanische tuin en legde bovendien een naturaliënkabinet aan, dat echter kort na zijn dood weer verloren ging. In 1554 werd hij benoemd tot stadsarts van Zürich, als opvolger van de chirurg en theatermaker Jakob Ruf.
Gesner bleef de rest van zijn leven in Zürich wonen, hoewel hij een aantal buitenlandse reizen maakte en 's zomers tochten door de Zwitserse Alpen ondernam om de planten te bestuderen. Hij was inmiddels wereldberoemd geworden en in 1564 werd hij in de adelstand verheven. In 1565 woedde een epidemie van de builenpest in Zürich. Gesner verzorgde als stadsarts onder andere de reformateur Heinrich Bullinger, die zijn vrouw en drie dochters aan de pest verloren had. Later dat jaar stierf Gesner zelf aan de pest.

## Werk

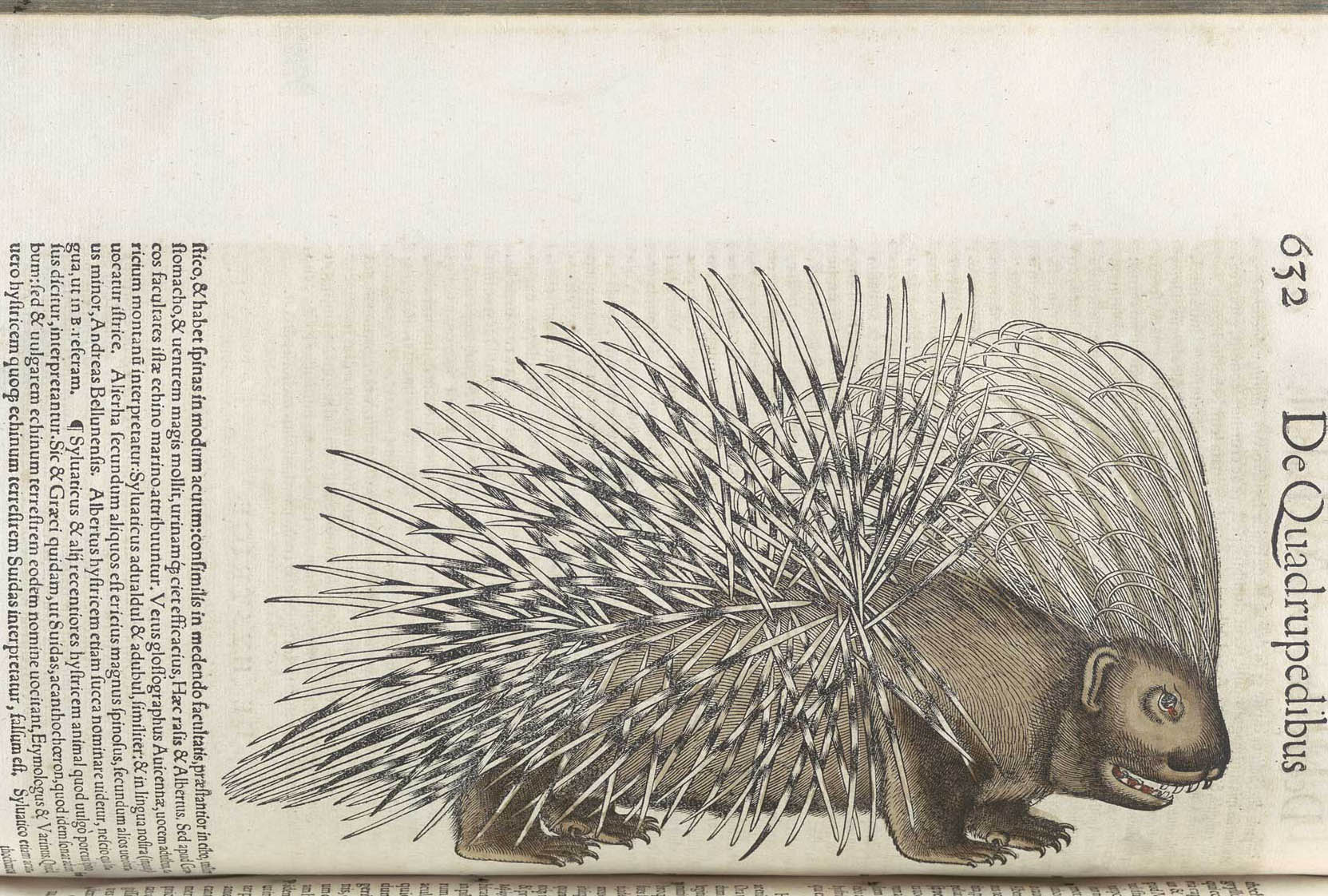
Stekelvarken, tekening in het eerste deel van Gesners Historiae animalium (1551)

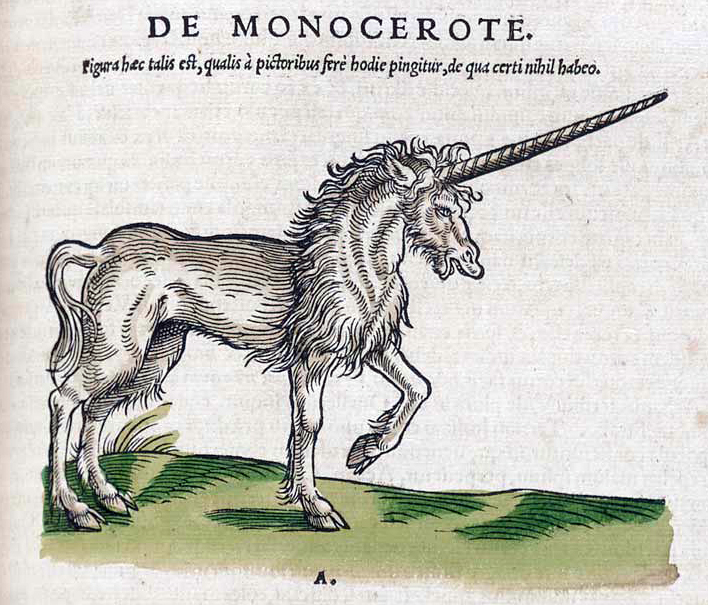
Eenhoorn uit Gesners Historiae animalium (1551)

Gesner liet na zijn plotselinge dood een groot aantal ongepubliceerde manuscripten na. Hij was in zijn tijd vooral bekend als botanicus, hoewel zijn grootste botanische werk (Historia plantarum) pas twee eeuwen na zijn plotselinge dood gepubliceerd werd (in Neurenberg, tussen 1751 en 1771). Tijdens zijn leven publiceerde hij twee encyclopedische boeken, Enchiridion historiae plantarum (1541) en Catalogus plantarum (1542), beide uitgegeven in vier talen. Gesners belangrijkste botanische werk, Stirpium historia, beschrijft het belang van verschillende plantendelen, vooral de bloemen en vruchten voor de classificatie.
Gesners bekendste werk is tegenwoordig zijn Historiae animalium, dat gedrukt werd door Christoph Froschauer. Het verscheen in vier delen, waarbij Gesner de onderverdeling in Aristoteles' Historia animalium en Albertus Magnus' De animalibus volgde:
- 1551 Quadrupedes vivipares, Zürich, over levendbarende viervoeters; editie 1602, Frankfurt
- 1554 Quadrupedes ovipares, Zürich, over eierleggende viervoeters; editie 1586, Frankfurt
- 1555 Avium natura, Zürich, over vogels;
- 1558 Piscium & aquatilium animantium natura, Zürich, over vissen en andere waterdieren; editie 1606, Heidelberg
- 1587 De serpentibus, Zürich

In 1560 werden de afbeeldingen uit de delen 1, 2 en 3 apart uitgebracht, aangevuld met nieuwe:
- 1560 Icones animalium quadripedum viviparorum et oviparorum, Zürich
- 1560 Icones avium omnium, Zürich

De boeken zijn geïllustreerd met houtsnedes, waaronder de bekende Rhinocerus van Albrecht Dürer en een giraffe uit Bernhard von Breydenbachs Peregrinatio in terram sanctam. Ze bevatten, zoals in die tijd gebruikelijk, ook verhandelingen over fabeldieren zoals de eenhoorn, hoewel Gesners tekst kritisch is over het bestaan van zulke dieren. Het werk bevatte een groot aantal primeurs, zo was Gesner onder andere de eerste die de bruine rat beschreef, of vetweefsel. De Duitse versie verscheen tussen 1669 en 1670 onder de naam Allgemeines Thierbuch. Postuum verscheen in 1587 een vijfde deel over slangen. De Duitse vertaling bevatte bovendien nog een zesde deel over insecten, postuum gebaseerd op ongepubliceerde aantekeningen. Gesners werk op het gebied van insecten werd ook opgenomen in het boek Insectorum, sive, Minimorum animalium theatrum, van Thomas Muffet, dat ook werk van Edward Wotton en Thomas Penny bevatte. Gesner wordt vanwege zijn nauwkeurige beschrijvingen als grondlegger van de zoölogie beschouwd (soms samen met de Italiaanse natuuronderzoeker Ulisse Aldrovandi, een tijdgenoot).
Gesner was een van de eersten die fossiele soorten met levende vergeleek. Hij was de eerste die waarheidsgetrouwe tekeningen van fossielen publiceerde. Sommige fossielen, zoals een fossiele krab of zogenaamde tongstenen ("glossopetrae") bracht hij correct met levende soorten in verband, maar in andere gevallen zat hij er naast.
- 1565 De rerum fossilium, Zürich,

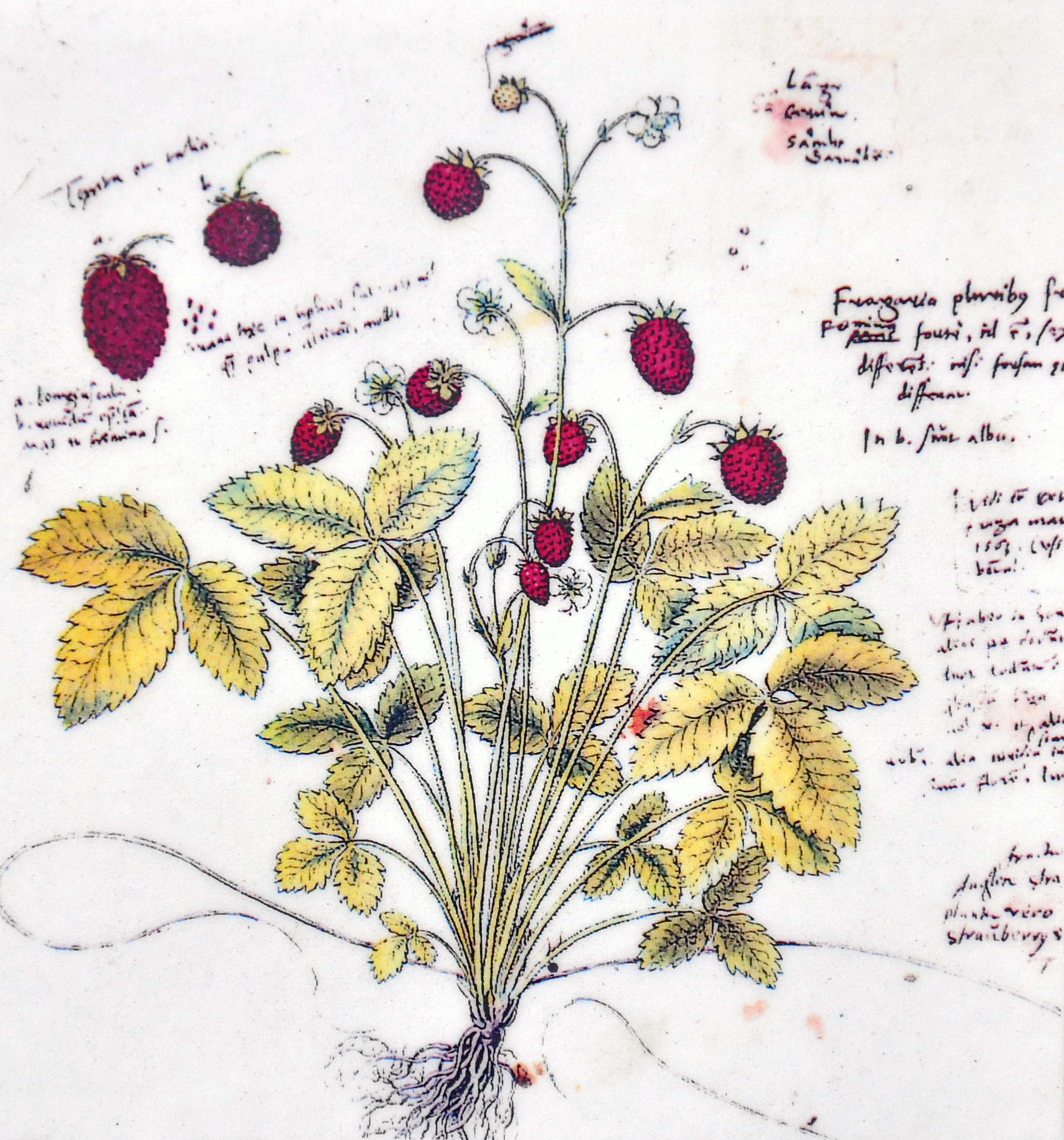
Fragaria vesca, tekening uit Gesners Historia plantarum (1541)

Een gevolg van de destijds opkomende boekdrukkunst was dat de verzameling van alle menselijke kennis overzichtelijk gemaakt kon worden. In 1545 publiceerde Gesner het eerste deel van zijn Bibliotheca universalis, een catalogus (in Latijn, Grieks en Hebreeuws) van alle destijds bekende schrijvers die ooit geleefd hadden en de titels van hun boeken. In het tweede deel werden de auteurs naar vakgebied over 21 afdelingen verdeeld. In 1548 verschenen de eerste 19 afdelingen, te beginnen met grammatica (deel 1). Vanwege tegenvallende verkoop kon de twintigste afdeling (over medicijnen) niet worden gedrukt. In 1549 verscheen wel nog een 21e afdeling, over theologie. Het laatste deel, dat zijn medische werk had moeten bevatten, kwam nooit af. Zijn belangrijkste medische werk was Thesaurus Euonymi Philiatri (1552), een samenvatting van de kennis over scheikunde, geneesmiddelen en medicijnen uit die tijd. In Corpus Venetum de Balneis (1553) beschrijft Gesner geneeskrachtige bronnen.
In 1555 publiceerde Gesner Mithridates de differentis linguis, waarin hij ongeveer 130 verschillende talen beschreef. Het bevatte onder andere een vertaling van het Onzevader in 22 talen. Hoewel hij een gelovig man was, was Gesner een echte geleerde van de Renaissance. Hij bestudeerde teksten van de natuurfilosofen uit de klassieke oudheid met als doel verloren gegane kennis te herontdekken. In 1556 publiceerde Gesner een bewerking van het werk van Claudius Aelianus.
Naast zijn wetenschappelijke werk is Gesner ook bekend vanwege zijn liefde voor de bergen. Hoewel het doel van zijn tochten het onderzoeken van de plantenwereld was, genoot hij van de fysieke oefening van het door de bergen lopen en de schoonheid van de natuur. Hij beschreef zijn liefde aan een vriend in Glarus en verklaarde elk jaar ten minste een berg te willen beklimmen. Deze brief voegde hij als voorwoord toe aan zijn boek Libellus de lacte et operibus lactariis (1541). In 1555 gaf Gesner een beschrijving uit van zijn beklimming van de Gnepfstein (1920 m), het laagste punt in de Pilatus (Descriptio Montis Fracti sive Montis Pilati). De oudst bekende beschrijving van het potlood is afkomstig van Gesner (1565).

## Erkenning en vernoemingen

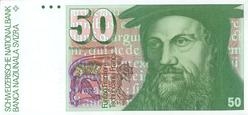
Gesner op het biljet van 50 Zwitserse frank

Gesner staat afgebeeld op het biljet van 50 Zwitserse frank. De stad Zürich heeft een standbeeld voor hem opgericht en een deel van de botanische tuin van Zürich (Gesnergarten) is naar hem genoemd.
Gesneria, een geslacht van bloeiende planten is naar Gesner genoemd. De naam werd ingevoerd als Gesnera door Charles Plumier in 1703 en in 1737 door Linnaeus veranderd in Gesneria. Dit geslacht is het typegeslacht van de familie Gesneriaceae.